# Mbuji-Mayi
Mbuji-Mayi este un oraș în partea de sud a Republicii Democrate Congo. Este reședința provinciei Kasaï Oriental.

## Clima
| Date climatice pentru Mbuji-Mayi        | Date climatice pentru Mbuji-Mayi | Date climatice pentru Mbuji-Mayi | Date climatice pentru Mbuji-Mayi | Date climatice pentru Mbuji-Mayi | Date climatice pentru Mbuji-Mayi | Date climatice pentru Mbuji-Mayi | Date climatice pentru Mbuji-Mayi | Date climatice pentru Mbuji-Mayi | Date climatice pentru Mbuji-Mayi | Date climatice pentru Mbuji-Mayi | Date climatice pentru Mbuji-Mayi | Date climatice pentru Mbuji-Mayi | Date climatice pentru Mbuji-Mayi |
| Luna                                    | Ian                              | Feb                              | Mar                              | Apr                              | Mai                              | Iun                              | Iul                              | Aug                              | Sep                              | Oct                              | Nov                              | Dec                              | Anual                            |
| --------------------------------------- | -------------------------------- | -------------------------------- | -------------------------------- | -------------------------------- | -------------------------------- | -------------------------------- | -------------------------------- | -------------------------------- | -------------------------------- | -------------------------------- | -------------------------------- | -------------------------------- | -------------------------------- |
| Maxima medie °C (°F)                    | 30.4 (86,7)                      | 30.6 (87,1)                      | 31.4 (88,5)                      | 31.6 (88,9)                      | 32.6 (90,7)                      | 32.5 (90,5)                      | 32.2 (90)                        | 31.5 (88,7)                      | 31.4 (88,5)                      | 30.9 (87,6)                      | 30.7 (87,3)                      | 30.3 (86,5)                      | 31,34 (88,42)                    |
| Media zilnică °C (°F)                   | 25.2 (77,4)                      | 25.3 (77,5)                      | 25.9 (78,6)                      | 25.9 (78,6)                      | 26.1 (79)                        | 25.1 (77,2)                      | 24.9 (76,8)                      | 25.3 (77,5)                      | 25.5 (77,9)                      | 25.3 (77,5)                      | 25.3 (77,5)                      | 25.2 (77,4)                      | 25,42 (77,75)                    |
| Minima medie °C (°F)                    | 20.1 (68,2)                      | 20.1 (68,2)                      | 20.4 (68,7)                      | 20.3 (68,5)                      | 19.7 (67,5)                      | 17.7 (63,9)                      | 17.6 (63,7)                      | 19.1 (66,4)                      | 19.7 (67,5)                      | 19.8 (67,6)                      | 20 (68)                          | 20.2 (68,4)                      | 19,56 (67,2)                     |
| Precipitații mm (inches)                | 150 (5.91)                       | 133 (5.24)                       | 202 (7.95)                       | 161 (6.34)                       | 66 (2.6)                         | 20 (0.79)                        | 9 (0.35)                         | 32 (1.26)                        | 140 (5.51)                       | 157 (6.18)                       | 233 (9.17)                       | 207 (8.15)                       | 1.510 (59,45)                    |
| Sursă: Climate-Data.org, altitude: 614m |                                  |                                  |                                  |                                  |                                  |                                  |                                  |                                  |                                  |                                  |                                  |                                  |                                  |